# Duc d'Otrante
Pour les articles homonymes, voir Otrante.
Le titre de duc d'Otrante et de l'Empire a été créé le 15 août 1809 par Napoléon Ier au profit de Joseph Fouché (1759 – 1820), ministre de la Police générale.

## Histoire
Le titre de duc d'Otrante est un titre d'Empire. Le duché grand-fief d'Otrante érigé par lettres patentes du 15 août 1809 fait référence à la ville italienne d'Otrante.
Atteint par la loi des régicides du 12 janvier 1816, Joseph Fouché,  1er duc d'Otrante, n'est plus autorisé à résider en France, perd ses fonctions et se fait naturaliser autrichien en 1818. Il meurt le 26 décembre 1820 à Trieste.
Subsistance controversée : titre « contesté », porté en Suède, de nos jours encore, par la famille Fouché d'Otrante. Certains auteurs le présentent comme un titre régulier, tandis que d'autres l'ignorent. En effet, les juristes n'ont pas un avis unanime sur la question de la perte d'un titre et des effets juridiques, en matière nobiliaire, de la perte de la nationalité française. Désiré Dalloz dit que « La loi ne parle pas de la perte du titre nobiliaire, qu’il ne faut pas confondre avec son extinction survenue à la mort du titulaire sans postérité ou successible appelé à recueillir la distinction héréditaire. Autrefois, la perte des titres résultait des mêmes causes qui faisaient perdre la noblesse ; mais ces causes ont disparu avec l'ordre de la noblesse lui-même ». Alain Texier écrit, de son côté : « Il faut faire référence aux formalités par lesquelles le Français d'origine acquérait une nouvelle nationalité. C'est à ce moment-là que devenant soumis aux règles de son nouveau pays, le titre pourrait, selon les règles du pays d'accueil, disparaître ou perdurer […] En règle générale, le Français, titré français, qui perdrait sa nationalité en se faisant naturaliser sans autorisation du chef de l'État, perdait son titre et son majorat ».
En Suède, le titre n'a jamais été incorporé à la noblesse et la famille relève de la « noblesse non introduite » (Ointroducerad Adels). Sa particularité est qu'il s'agit du seul duc du pays à ne pas être membre de la famille royale.

## Titulaires
1. 1809-1820 : Joseph Fouché (1759-1820), 1er duc d'Otrante.
2. 1820-1862 : Joseph-Liberté Fouché (1796 - 1862), 2e duc d'Otrante, fils du précédent.
3. 1862-1878 : Armand Fouché (1800 - 1878), 3e duc d'Otrante, frère du précédent.
4. 1878-1886 : Athanase Fouché (1801 - 1886), 4e duc d'Otrante, frère du précédent.
5. 1886-1910 : Gustave Fouché d'Otrante (1840 - 1910), 5e duc d'Otrante, fils du précédent.
6. 1910-1950 : Charles-Louis Fouché d'Otrante (1877 - 1950), 6e duc d'Otrante, fils du précédent.
7. 1950-1995 : Gustave Fouché d'Otrante (1912 - 1995), 7e duc d'Otrante, fils du précédent.
8. Depuis 1995 : Charles-Louis Fouché d'Otrante (né en 1986), 8e duc d'Otrante, fils du précédent.

## Famille
- Joseph Fouché (1759 - 1820), comte Fouché, duc d'Otrante
  - Joseph-Liberté Fouché (1796 - 1862)
  - Armand Fouché (1800 - 1878)
  - Athanase Fouché (1801 - 1886), épouse Adelaide von Stedingk
    - Pauline Fouché d'Otrante (1839 - 1906)
    - Gustave Fouché d'Otrante (1840 - 1910), épouse Thérèse Freiin von Stedingk
      - Adélaïde Fouché d'Otrante (1866 - 1943)
      - Charles-Louis Fouché d'Otrante (1877 - 1950), épouse Madeleine Douglas
        - Victoire Fouché d'Otrante (1907 - 2000)
        - Marguerite Fouché d’Otrante (en) (1909 - 2005), épouse le prince Gustave-Albert de Sayn-Wittgenstein-Berlebourg
        - Gustave Fouché d'Otrante (1912 - 1995), épouse la comtesse Christina von Rosen (1939-2022), fille du comte Eugène von Rosen et de Metta Breitholtz
          - Marguerite Fouché d'Otrante (1968)
          - Louise Fouché d'Otrante (1970)
          - Joséphine Fouché d'Otrante (1979)
          - Charles-Louis Fouché d'Otrante (1986)

        - Louis Douglas Fouché d'Otrante (1917-2010)

  - Joséphine-Ludmille Fouché (1803 - 1893)